# John Austin Sands Monks
Pour les articles homonymes, voir Sands et Monks.
John Austin Sands Monks, né le 7 novembre 1850 à Cold Spring dans l'état de New York et mort le 14 mars 1917 à Chicago dans l'Illinois aux États-Unis, est un peintre et un graveur américain, spécialisé dans la peinture animalière et plus particulièrement dans la représentation des moutons.

## Biographie
John Austin Sands Monks naît à Cold Spring dans l'état de New York en 1850. Il étudie à l'Hudson River Institute (en) avant de s'installer à l'âge de dix-huit ans dans le Connecticut ou il travaille comme apprenti dans une société de gravure. Il rencontre le peintre George N. Cass l'année suivante. Ce dernier lui commande des croquis pour compléter l'une de ces expositions. La qualité du travail de Monks attire alors l'attention. Cass le présente ensuite à son maître, George Inness, qui l'invite à venir étudier avec lui la peinture à Medfield dans le Massachusetts.
Il se consacre alors à la peinture de paysage et à la gravure. Il ouvre un studio à Boston pour vendre ses œuvres. En 1877, il épouse Olive Young. Il devient membre du Boston Art Club (en), de la Copley Society (en), du Salmagundi Club et du New York Etching Club. En 1886, il réalise une série de gravures pour orner le livre History of the town of Medfield, Massachusetts, 1650-1886 de William Tilden. 
Au fil de sa carrière, il abandonne alors peu à peu la peinture de paysage pour se consacrer à la peinture animalière, et plus particulièrement à la représentation de moutons. Il voyage à travers le Nord-Est des États-Unis et en Europe à la recherche de nouveaux spécimens à étudier et à peindre. Il séjourne ainsi longuement dans la région de la Nouvelle-Angleterre et plus particulièrement dans les états du Maine, de Rhode Island et du Vermont. En Europe, il séjourne en France ou il côtoie des bergers dans les Alpes.
Il meurt en 1917 à Chicago à l'âge de soixante-six ans. Il repose dans le cimetière de Vine Lake (en) à Medfield. Il avait pour sœur la naturaliste Sarah P. Monks (en).
Ces œuvres sont notamment visibles ou conservées au Metropolitan Museum of Art et au Brooklyn Museum de New York, à la National Gallery of Art de Washington, au musée des Beaux-Arts de San Francisco, au musée d'Art de l'université de Princeton et au musée des Beaux-Arts de Boston.

## Œuvres

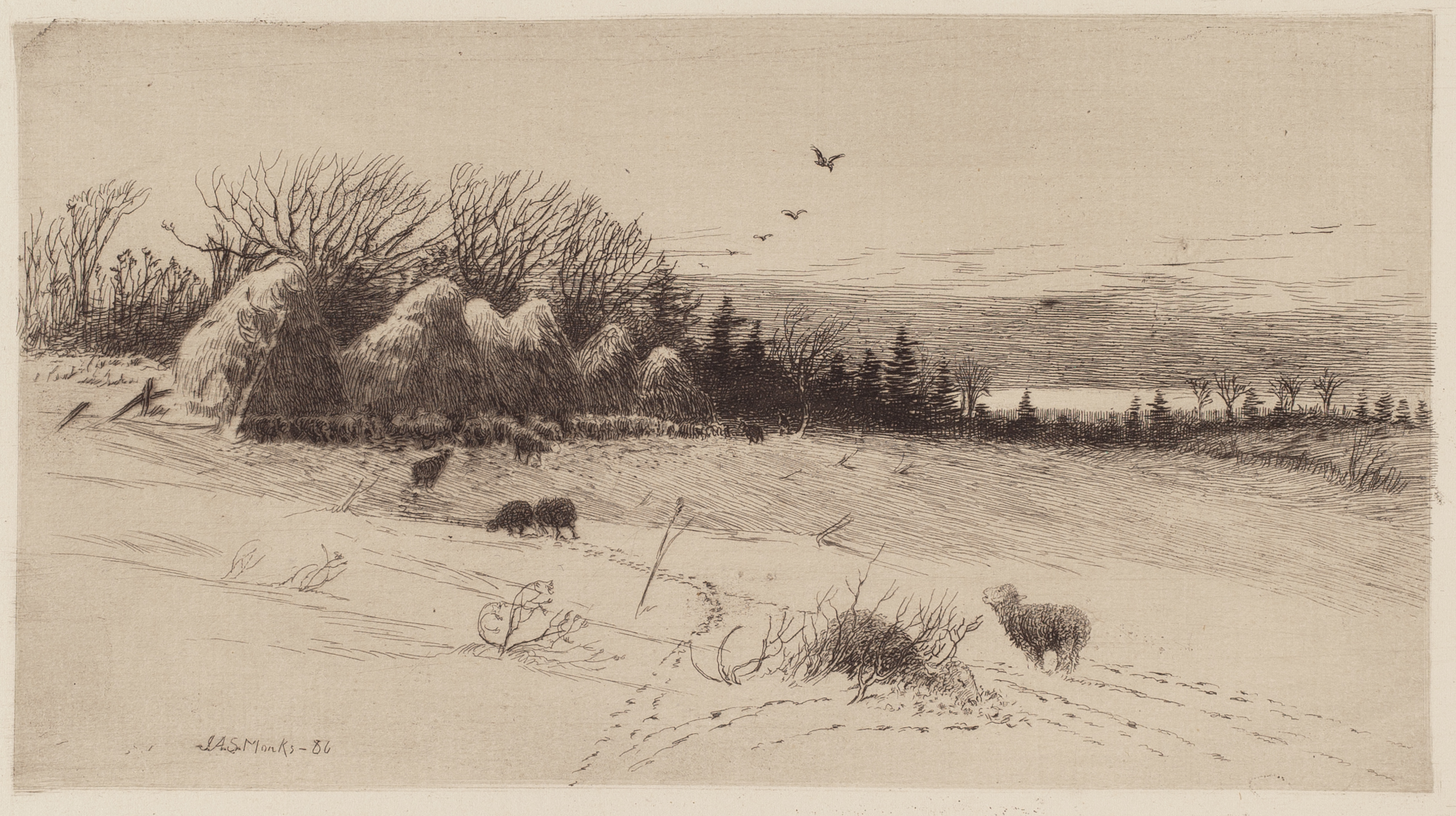
Evening After the Storm, 1886, National Gallery of Art
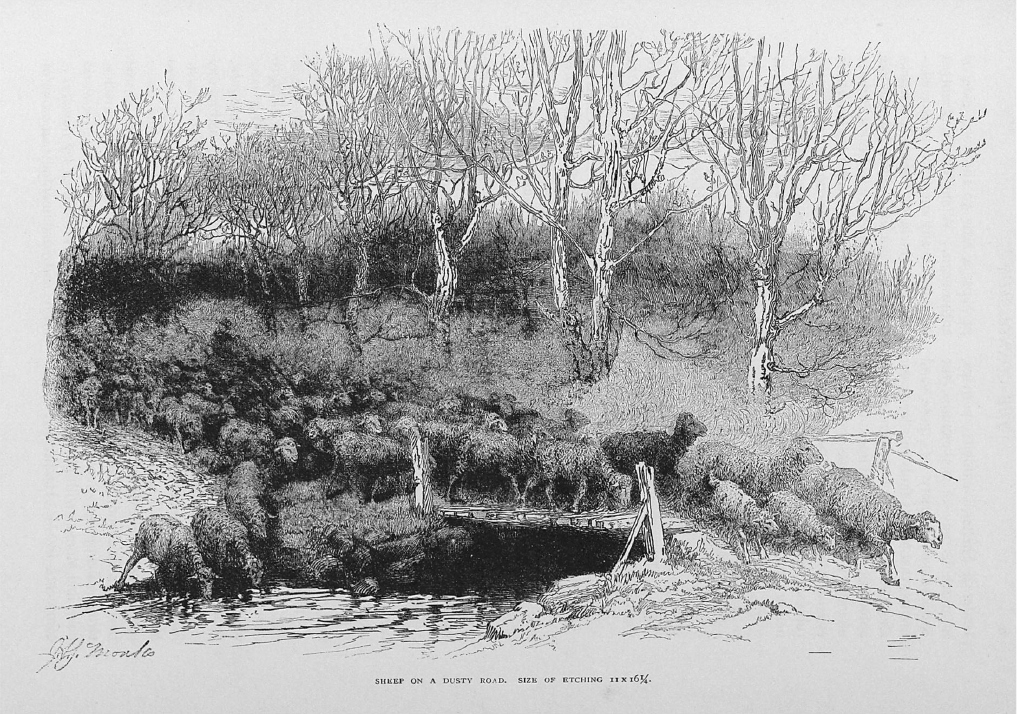
Sheep on a Dusty Road, 1887
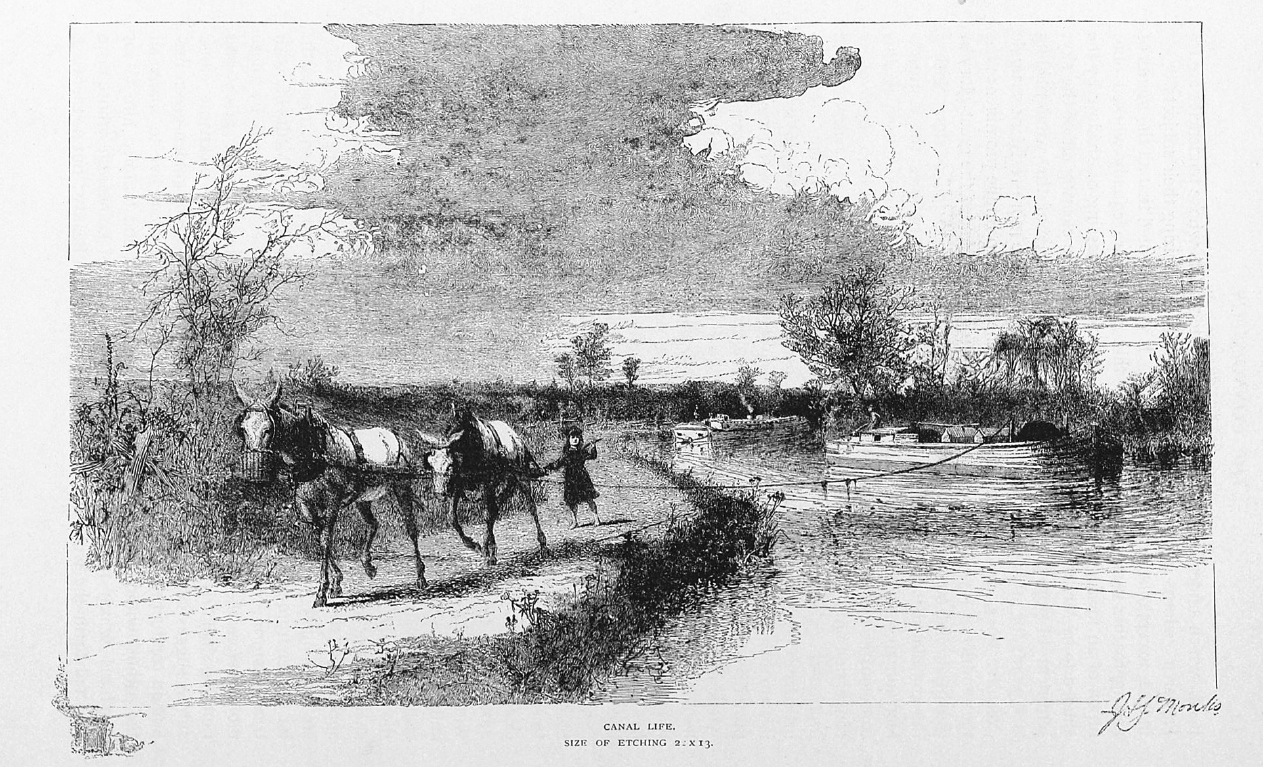
Canal Life, 1887
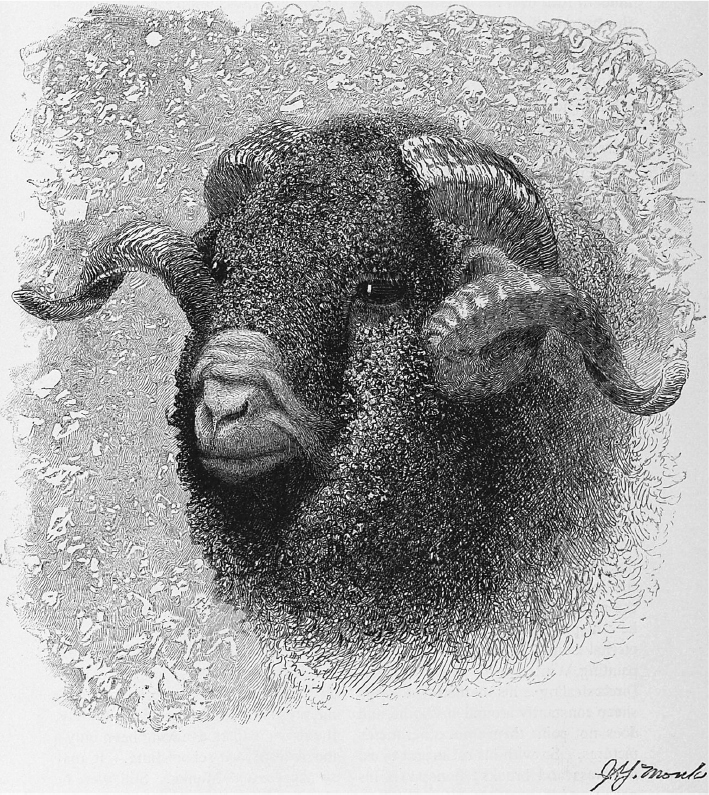
The Patriarch, 1887